# Sterstraat
De Sterstraat is een straat in Brugge.

## Beschrijving
De Sterstraat kreeg haar naam van het huis De Sterre dat op de noordoosthoek van de straat stond. De oudste bebouwing in de straat dateert uit de 16de eeuw.
De zuidkant van de straat wordt gedeeltelijk gedomineerd door hoge tuinmuren en achterhuizen die horen bij huizen in de Gouden-Handstraat, waar de Sterstraat parallel mee loopt.
De Sterstraat loopt van de Sint-Gilliskerkstraat naar het Noord-Gistelhof

## Literatuur

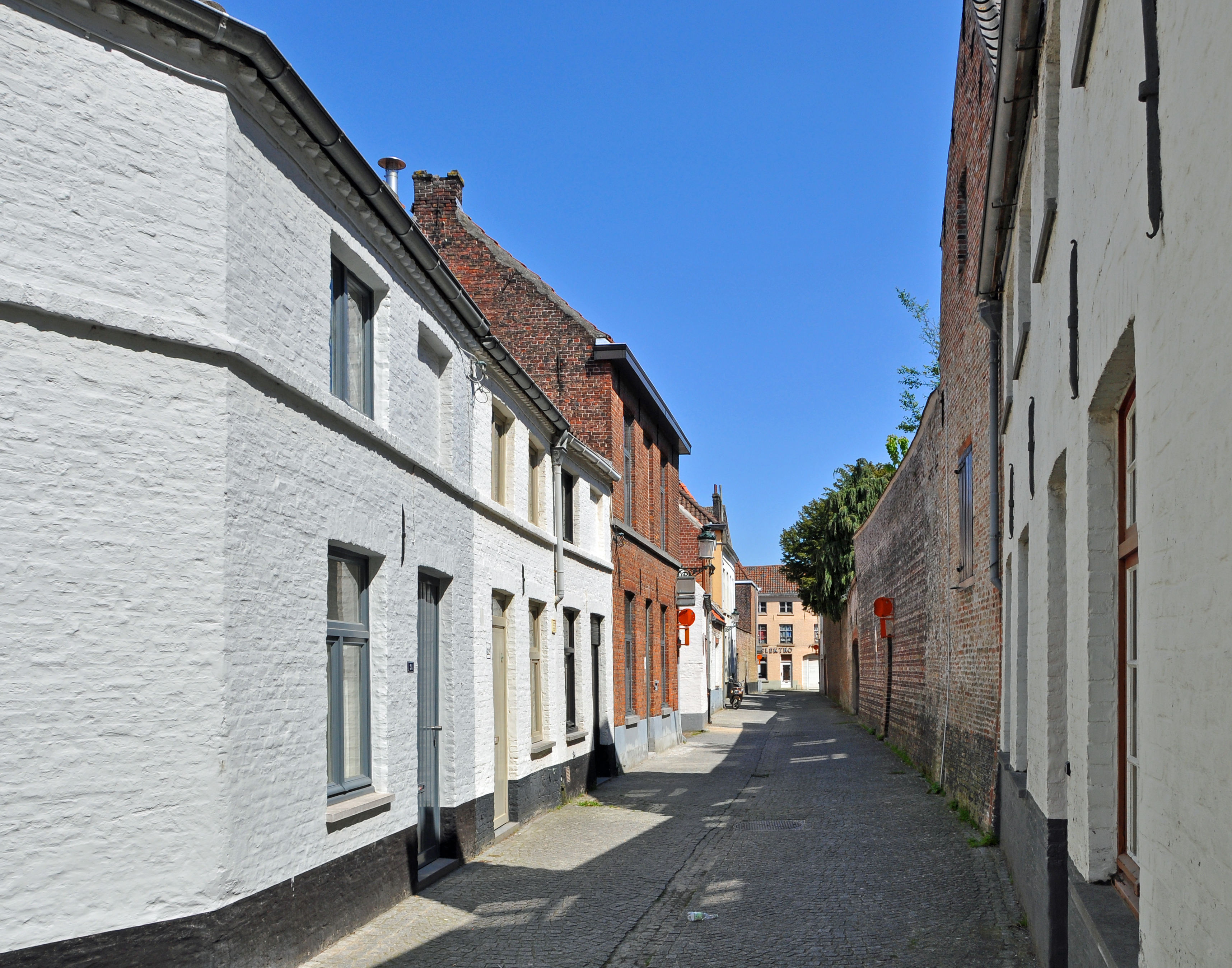
De Sterstraat, gezien in de richting van de Sint-Gilliskerkstraat
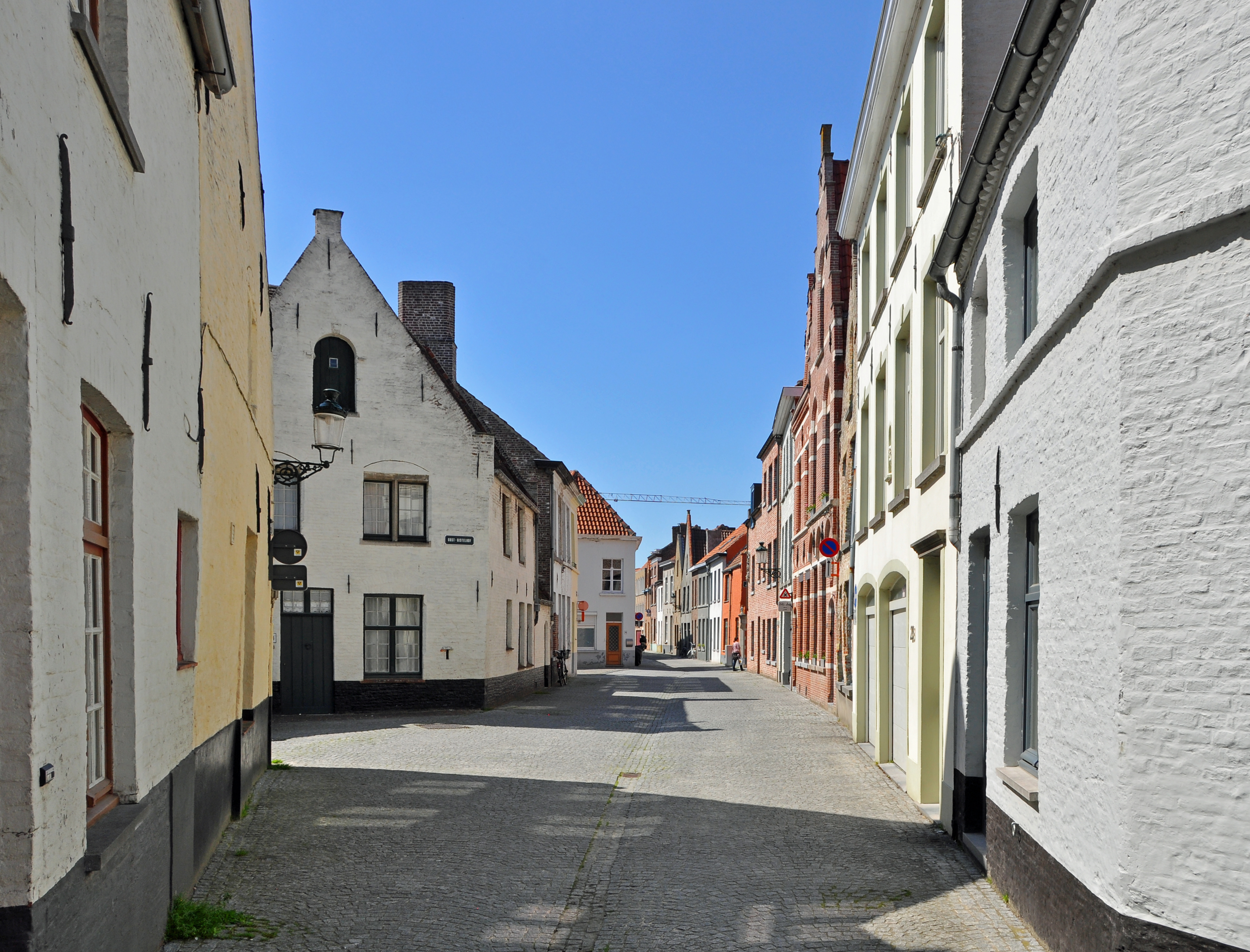
De Sterstraat, gezien in de richting van het Noord-Gistelhof